# Ільїнка (Доволенський район)
Ільїнка (рос. Ильинка) — село у Доволенському районі Новосибірської області Російської Федерації.
Входить до складу муніципального утворення Ільїнська сільрада. Населення становить 849 осіб (2010).

## Історія
Згідно із законом від 2 червня 2004 року органом місцевого самоврядування є Ільїнська сільрада.

## Населення
| 1926 | 2002 | 2007 | 2010 |
| ---- | ---- | ---- | ---- |
| 2803 | ↘990 | ↘916 | ↘849 |